# Петровський Володимир Володимирович (футболіст)
Володи́мир Володи́мирович Петро́вський (29 серпня 1981) — український футболіст, нападник.

## Життєпис
Володимир Петровський — вихованець ДЮФШ київського «Динамо». Тренувався під керівництвом Олександра Лисенка та Віктора Кащея (останній рік). Після закінчення футбольної школи, протягом трьох років захищав кольори «динамівських» резервних команд, однак окрім декількох матчів за «Динамо-2» у чемпіонаті першої ліги та Кубку України, нічим не запам'ятався.
У 2001 році перейшов до лав житомирського «Полісся», а згодом грав за СК «Миколаїв» та фарм-клуб миколаївців — «Олімпію ФК АЕС».
На аматорському рівні захищав кольори футбольного клубу «Ніжин» та «Єдності» з Плисків. Закінчив кар'єру у 22-річному віці.

## Досягнення
- Срібний призер групи «А» другої ліги чемпіонату України (1): 1997/98
- Брав участь у чемпіонському сезоні «Динамо-2» у першій лізі чемпіонату України (2000/01), однак зіграв всього 1 матч, чого замало для отримання медалей.
- Брав участь у чемпіонському сезоні «Полісся» в групі «А» другої ліги чемпіонату України (2000/01), однак зіграв всього 3 матчі, чого замало для отримання медалей.